# Roberto Azevêdo
Roberto Carvalho de Azevêdo GORB (Salvador, 3 de outubro de 1957) é um diplomata e engenheiro brasileiro, tendo servido como diretor-geral da Organização Mundial do Comércio (OMC). Indicado pelo governo Dilma Rousseff para assumir a OMC, é considerado o diplomata brasileiro que mais entende de negociações comerciais, bem preparado e com bom trânsito dentro da organização.

## Biografia

### Educação e Carreira
Fluente em inglês, espanhol e francês, formou-se em Engenharia Elétrica pela Universidade de Brasília e Diplomacia pelo Instituto Rio Branco.
Azevêdo ingressou no Ministério das Relações Exteriores (MRE) em 1984 e serviu nas embaixadas do Brasil em Washington de 1988 a 1991 e em Montevidéu de 1992 a 1994, além de servir na Missão Permanente do Brasil em Genebra de 1997 a 2001;
Ele ocupou as seguintes posições:
- Foi subchefe para Assuntos Econômicos do Ministério das Relações Exteriores de 1991 a 1996;
- A partir de 2001, participou da criação e dirigiu de 2001 a 2005 a Coordenação-Geral de Contenciosos do Ministério das Relações Exteriores, atuando como chefe de delegação em contenciosos como o caso do algodão, contra os Estados Unidos, subsídios à exportação de açúcar, contra a União Europeia e "Medidas que Afetam a Importação de Pneus Reformados", iniciado pela União Europeia.[7] Das três contendas, a última não foi bem sucedida;
- Em 2005 até 2006 passou a chefiar o Departamento Econômico do MRE, quando foi chefe da delegação brasileira na Rodada Doha;
- Entre 2006 e 2008, foi subsecretário-geral de Assuntos Econômicos e Tecnológicos do MRE;
- Desde setembro de 2008, é o representante permanente do Brasil junto à OMC e outras organizações econômicas em Genebra.

Foi indicado pelo Brasil em dezembro de 2012 para concorrer à direção-geral da OMC no período de 2013-2017. Venceu a disputa contra o mexicano Herminio Blanco, que tinha o apoio dos Estados Unidos e da União Europeia, e em 7 de maio 2013, foi eleito diretor-geral para um período de quatro anos, sendo o primeiro latino-americano a ocupar o cargo para um mandato completo, a partir de 1º de Setembro de 2013.
Em fevereiro de 2017,  foi indicado pelos membros da OMC, por consenso, para permanecer no cargo de diretor-geral da entidade por mais quatro anos, a contar de 1º de setembro de  2017. Em 2020, renuncia o cargo antes do fim do mandato para assumir a vice-presidência da PepsiCo.

### Vida pessoal
Roberto Azevêdo é casado com a embaixadora Maria Nazareth Farani e tem duas filhas.